# 창저우시 (장쑤성)
창저우시(중국어: 常州市, 병음: Chángzhōu Shì)는 중화인민공화국 장쑤성 남부에 위치한 지급시이다. 2,500년의 역사를 자랑하는 풍경 경치가 수려하고 아름다움인 거리와 명소, 고적이 많이 있다. 또 최근에는 공업도시를 모델로 발전하고 있다. 중국 근대화 중에 공업이 활발하게 발전하여, 방적, 경공업, 전자 기계, 화학공업 등이 눈부시게 발전하였다. 기후는 온난 습윤기후에 속하고 사계의 구별도 뚜렷하며 연평균 기온은 15℃이다.

## 지리
장강 삼각주의 중앙, 상하이의 서쪽으로 160 km, 난징과 중간 정도에 위치하며, 북쪽은 장강에 접해 있으며, 남쪽은 타이후에 가까워, 대운하가 시내를 관통하여 흐르고 있다. 한편 상해에서 우시시로 들어가는 길목이기도 하다.

## 기후
| 장쑤성 창저우시의 기후                                        | 장쑤성 창저우시의 기후 | 장쑤성 창저우시의 기후 | 장쑤성 창저우시의 기후 | 장쑤성 창저우시의 기후 | 장쑤성 창저우시의 기후 | 장쑤성 창저우시의 기후 | 장쑤성 창저우시의 기후 | 장쑤성 창저우시의 기후 | 장쑤성 창저우시의 기후 | 장쑤성 창저우시의 기후 | 장쑤성 창저우시의 기후 | 장쑤성 창저우시의 기후 | 장쑤성 창저우시의 기후 |
| 월                                                            | 1월                    | 2월                    | 3월                    | 4월                    | 5월                    | 6월                    | 7월                    | 8월                    | 9월                    | 10월                   | 11월                   | 12월                   | 연간                   |
| ------------------------------------------------------------- | ---------------------- | ---------------------- | ---------------------- | ---------------------- | ---------------------- | ---------------------- | ---------------------- | ---------------------- | ---------------------- | ---------------------- | ---------------------- | ---------------------- | ---------------------- |
| 역대 최고 기온 °C (°F)                                        | 21.2 (70.2)            | 26.7 (80.1)            | 30.6 (87.1)            | 33.6 (92.5)            | 35.2 (95.4)            | 37.8 (100.0)           | 39.4 (102.9)           | 38.2 (100.8)           | 38.2 (100.8)           | 32.1 (89.8)            | 29.4 (84.9)            | 22.2 (72.0)            | 39.4 (102.9)           |
| 일평균 최고 기온 °C (°F)                                      | 7.5 (45.5)             | 9.9 (49.8)             | 14.7 (58.5)            | 21.0 (69.8)            | 26.3 (79.3)            | 29.0 (84.2)            | 32.6 (90.7)            | 32.1 (89.8)            | 28.1 (82.6)            | 22.9 (73.2)            | 16.8 (62.2)            | 10.1 (50.2)            | 20.9 (69.7)            |
| 일일 평균 기온 °C (°F)                                        | 3.6 (38.5)             | 5.7 (42.3)             | 10.1 (50.2)            | 16.0 (60.8)            | 21.4 (70.5)            | 24.9 (76.8)            | 28.7 (83.7)            | 28.2 (82.8)            | 24.0 (75.2)            | 18.5 (65.3)            | 12.3 (54.1)            | 6.0 (42.8)             | 16.6 (61.9)            |
| 일평균 최저 기온 °C (°F)                                      | 0.7 (33.3)             | 2.5 (36.5)             | 6.4 (43.5)             | 11.8 (53.2)            | 17.3 (63.1)            | 21.6 (70.9)            | 25.6 (78.1)            | 25.3 (77.5)            | 20.8 (69.4)            | 15.0 (59.0)            | 8.8 (47.8)             | 2.8 (37.0)             | 13.2 (55.8)            |
| 역대 최저 기온 °C (°F)                                        | −12.8 (9.0)            | −8.8 (16.2)            | −4.2 (24.4)            | −1.0 (30.2)            | 6.8 (44.2)             | 13.3 (55.9)            | 17.0 (62.6)            | 17.8 (64.0)            | 10.4 (50.7)            | 2.9 (37.2)             | −4.2 (24.4)            | −11.2 (11.8)           | −12.8 (9.0)            |
| 평균 강수량 mm (인치)                                         | 59.7 (2.35)            | 57.5 (2.26)            | 80.6 (3.17)            | 86.0 (3.39)            | 95.8 (3.77)            | 206.8 (8.14)           | 217.4 (8.56)           | 178.4 (7.02)           | 84.0 (3.31)            | 59.4 (2.34)            | 54.1 (2.13)            | 38.9 (1.53)            | 1,218.6 (47.97)        |
| 평균 강수일수 (≥ 0.1 mm)                                      | 9.8                    | 9.4                    | 11.1                   | 10.4                   | 11.2                   | 12.7                   | 12.9                   | 12.8                   | 8.5                    | 7.7                    | 8.2                    | 7.7                    | 122.4                  |
| 평균 강설일수                                                 | 3.3                    | 2.8                    | 0.8                    | 0                      | 0                      | 0                      | 0                      | 0                      | 0                      | 0                      | 0.2                    | 1.0                    | 8.1                    |
| 평균 상대 습도 (%)                                            | 75                     | 73                     | 71                     | 69                     | 70                     | 77                     | 78                     | 79                     | 77                     | 74                     | 75                     | 72                     | 74                     |
| 평균 월간 일조시간                                            | 125.5                  | 128.1                  | 152.3                  | 180.9                  | 189.4                  | 150.8                  | 199.8                  | 202.2                  | 176.3                  | 174.8                  | 147.6                  | 139.7                  | 1,967.4                |
| 가능 일조율                                                   | 39                     | 41                     | 41                     | 46                     | 44                     | 35                     | 46                     | 50                     | 48                     | 50                     | 47                     | 45                     | 44                     |
| 출처: 중국기상국 (평년값: 1991년~2020년, 극값: 1971년~2000년) |                        |                        |                        |                        |                        |                        |                        |                        |                        |                        |                        |                        |                        |

## 역사
역사를 거슬러 올라가면 약 2500년 전에 거리가 형성되어 서진 시대부터 근대에 이르기까지의 1700년 동안, 도나 부로 번창하였으며, 장쑤성 남부의 정치, 경제, 문화의 중심지로서 《삼오의 중진, 팔읍의 명도》라고 불렸다. 또한 황제 15명, 과거에서 급제한 장원 9명, 신지 1,333명 등의 인재를 배출한 땅으로도 유명하다. 청나라 말기의 문학자이며, 사상가인 자진은 "천하 명사가 배출하는 땅이면, 동남쪽에는 창저우에 비교될만한 것이 없다!"고 찬탄 하였다. 청대의 강희제, 건륭제는 이 역사의 거리 창저우를 동경해 몇 번이나 방문하였고, 또 북송의 대문호인 소동파도 창저우를 사랑하여, 임종을 여기서 하게 되었다.
옛 수나라, 당나라 시대부터 직물이 유명하였고, 명조 이후는 미술 공예품이 특산이 되어, 《빗의 고향》이라고 불렸다. 또한 면자수 등 공예품을 주요 산업으로서 성장시켜 왔다.

## 경제
창저우는 상업 중심지로 전통적인 역할을 해왔고 특히 운하를 통해 북부로 가거나 상하이로 가는 농산물이 모이는 곳이었다. 1920년대에는 면직업이 발전하기 시작했고 1930년대 후반에는 방적 공장이 세워졌다.
도시는 방직업의 중심지로 남아있고 장쑤 성에서 가장 중요한 직물 생산지이다. 또한 큰 식품 가공 공장이 있고 제분업, 착유업이 발달해있다. 또한 1949년 이후에는 공학 산업의 중심지로써 발전하였다. 창저우에서 남서쪽으로 약 10 km 떨어진 치슈옌에는 중국에서 가장 큰 기관차 및 철도 차량 공장이 있다. 창저우는 디젤 엔진, 발전기, 변압기를 생산한다. 대약진 운동 기간인 1958년에 중공업에 원료를 공급하기 위한 철강 공장이 세워졌다.
1908년 이래로 창저우는 철도에 의해 상하이 및 난징과 연결되어있다.

## 행정 구역

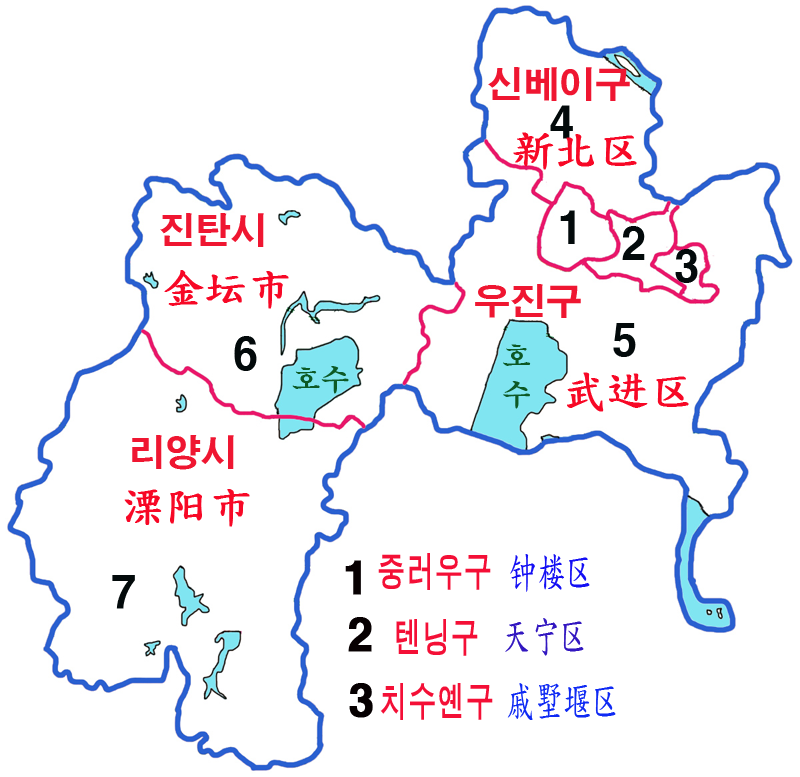
창저우 현급구역

- 시할구
  - 중러우 구(钟楼区)
  - 톈닝 구(天宁区)
  - 신베이 구(新北区)
  - 우진 구(武进区)
  - 진탄 구(金坛区)
- 현급시
  - 리양 시(溧阳市)

## 교통
- 창저우 지하철

## 출신 인물
- 홍양길

## 같이 보기
- 우시시